# Freedom Cartoonists Foundation
La Freedom Cartoonists Foundation (anciennement Cartooning for Peace) est une fondation suisse qui soutient la liberté de la presse, notamment par le dessin de presse. Fondée en 2010 à l'instigation de Kofi Annan, président d'honneur, par Marie-Heuzé, ex-directrice de l’information des Nations unies à Genève et les dessinateurs Jean Plantu et Patrick Chappatte, elle change de nom le 7 octobre 2020 pour se distinguer de l'association du même nom Cartooning for Peace établie à Paris par Plantu.

## Buts
La fondation suisse poursuit sous son nouveau nom sa mission principale, à savoir « soutenir celles et ceux qui exercent le dessin de presse dans des conditions particulièrement difficiles, notamment sous des régimes autoritaires ou dictatoriaux, par son Prix International remis avec le soutien de la Ville de Genève »; ce prix est bisannuel et complété par une exposition des dessinateurs primés sur le quai Wilson, à Genève. La fondation dispose aussi d’un fonds de soutien destiné à aider les dessinateurs menacés ou en difficulté.

## Organisation
Son Conseil de Fondation est constitué des personnes suivantes :
- Président : Patrick Chappatte
- Vice-présidente : Marie Heuzé
- Secrétaire : Frédéric Fritscher
- Trésorier : Pierre Ruetschi
- Administratrice, administrateur : Roberta Ventura, Rayan Houdrouge.

## Prix International
Le prix a été attribué aux personnes suivantes :
| Année | Lauréat(e)          | Pays         |
| ----- | ------------------- | ------------ |
| 2012  | Mana Neyestani      | Iran         |
| 2012  | Firoozeh            | Iran         |
| 2012  | Hassan Karimzadeh   | Iran         |
| 2012  | Kianoush            | Iran         |
| 2014  | Doaa El-Adl         | Égypte       |
| 2014  | Hani Abbas          | Syrie        |
| 2016  | Gado                | Kenya        |
| 2016  | Zunar               | Malaisie     |
| 2018  | Musa Kart           | Turquie      |
| 2020  | Non attribué        | Non attribué |
| 2022  | Vladimir Kazanevsky | Ukraine      |
| 2022  | Gábor Pápai         | Hongrie      |

En raison de la situation sanitaire (pandémie de Covid-19), l'attribution du prix 2020 a été repoussé à 2022.